# James Gobbo
Sir James Augustine Gobbo (* 22. März 1931 in Melbourne, Australien; † 7. November 2021) war ein australischer Jurist und ehemaliger Gouverneur des Bundesstaates Victoria.

## Leben
Gobbo ist ein Sohn italienischer Einwanderer, die 1938 nach Australien auswanderten. Er studierte am Xavier College sowie später Jura an der University of Melbourne. 1951 wurde er ins renommierte Rhodes-Stipendienprogramm aufgenommen und schloss das Studium mit einem Master an der Oxford University ab. 
Nachdem er lange Jahre als Barrister tätig gewesen war, wurde er 1978 zum Richter am Obersten Gerichtshof Victorias (Supreme Court of Victoria) ernannt. Er übte das Amt bis 1994 aus. Ein Jahr später wurde Gobbo zum Vizegouverneur von Victoria ernannt. 1997 wurde er schließlich vom Premierminister Jeff Kennett zum Gouverneur ernannt. In seine Amtszeit fiel ein Referendum im Jahre 1999, in der über die Umwandlung Australiens in eine Republik abgestimmt wurde. Falls die Befürworter des Vorschlags sich durchgesetzt hätten, hätte Gobbo, wie auch alle anderen Gouverneure Australiens, abdanken müssen; der Vorschlag wurde schließlich jedoch mehrheitlich abgelehnt. Im August 2000 erklärte der neue Premierminister Steve Bracks, dass Gobbos Nachfolger John Landy im Januar 2001 das Amt antreten würde. Gobbo, der sich eine weitere Amtszeit gewünscht hätte, äußerte seine tiefe Enttäuschung über die Entscheidung.
2010 veröffentlichte er seine Memoiren unter dem Titel Something to Declare: A Memoir.
Gobbo war verheiratet und hatte fünf Kinder.

## Auszeichnungen
- Knight Bachelor (1981)
- Companion of the Order of Australia (1993)
- Knight of Grace of the Order of Saint John (1997)
- Commander des Royal Victorian Order (2000)
- Ritter des Malteserordens